# Arcidiecéze toulouská
Arcidiecéze Toulouse (-Saint Bertrand de Comminges-Rieux) (lat. Archidioecesis Tolosana(-Convenarum-Rivensis), franc. Archidiocèse de Toulouse-Saint Bertrand de Comminges-Rieux) je francouzská římskokatolická arcidiecéze. Leží na území departementu Haute-Garonne. Sídlo arcibiskupství i katedrála katedrála svatého Štěpána se nachází v Toulouse. Arcidiecéze je hlavou toulouské církevní provincie.
Od 11. června 2006 je arcibiskupem z Toulouse je Mons. Robert Le Gall.

## Historie
Biskupství v Toulouse založil v polovině 3. století svatý Saturnin z Toulouse, který přišel z Říma kázat evangelium.
Rozloha diecéze se na počátku 13. století zmenšila, když bylo během bojů proti katarům podpořeno arcibiskupství v Narbonne na jihu Francie.
V roce 1317 bylo biskupství povýšeno na arcibiskupství. Jeho hranice byly upraveny v roce 1802, aby odpovídaly departementu Haute-Garonne. Dne 6. října 1822 bylo přejmenováno na Arcibiskupství Toulouse-Narbonne, dne 19. ledna 1935 na Arcibiskupství Toulouse-Narbonne-Saint Bertrand de Comminges-Rieux a od 14. června 2006 se nazývá Arcibiskupství Toulouse-Saint Bertrand de Comminges-Rieux. Vzhledem k přijetí titulu arcibisikupa Narbonnského mohl Toulouský arcibiskup v letech 1822-2006 používat titul "primas Narbonnské Galie".

## Správa
Pod arcibiskupství spadá sedm sufragánních diecézí v rámci toulouské církevní provincie:
- Arcidiecéze Albi
- Arcidiecéze auchská
- Diecéze cahorská
- Diecéze Montauban
- Diecéze pamierská
- Diecéze Rodez
- Diecéze Tarbes a Lourdes

V roce 2007 působilo na území arcidiecéze 633 farností, 340 kněží (diecézních i řádových), 19 stálých jáhnů, 250 řádových bratří a 480 řádových sester ve 46 kongregacích.